# Gamshalt
La Gamshalt est une montagne qui s’élève à 2 291 m d’altitude dans le Kaisergebirge, en Autriche.